# Hardley (Hampshire)
Hardley est une banlieue du village de Holbury dans la paroisse civile de  Fawley dans le Hampshire, en Angleterre.

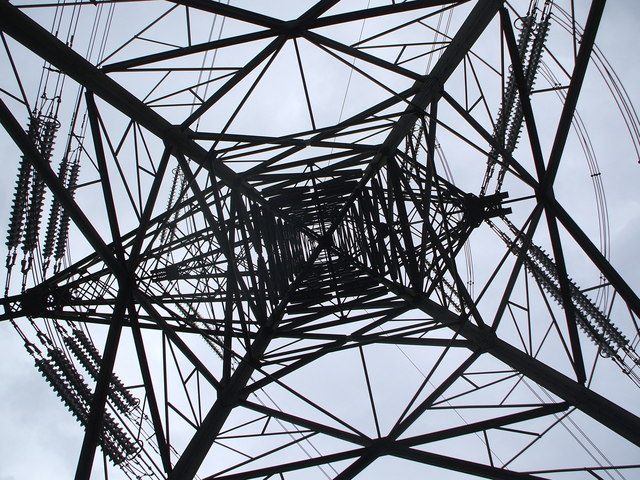
Pylone électrique, Hardley.

## Histoire
Le nom Hardley signifie « défrichage dur », probablement en relation avec les marais mous qui entourent la zone.
Hardley est répertorié dans le Domesday Book de 1086, alors qu’il faisait partie de la New Forest.
Il est de nouveau mentionné au XIVe siècle, quand William Chippe y tenait des terres.
Au XVIe siècle, le domaine a pris le nom d'un manoir entre les mains de William Buckett qui l'a tenu au moins de 1531 à 1579. Après cela, il changea rapidement de propriétaire jusqu’à ce que la propriété soit transmise à Richard Pittis, avocat du Banc du roi en 1628.
Il n’y a plus de trace de Hardley, un manoir séparé, mais il y en avait des terres parmi les possessions des Stanley du Paultons en 1693, 1745 et 1781.
Un incident curieux s’est produit au XVIe siècle lorsque Thomas Tracie a cédé à William Buckett le bail de Hardley Farm.
Peter Kembridge et un homme nommé Oglander souhaitant voler certains de ses biens à Tracie l’ont arrêté, Oglander se faisant passer pour un huissier du shérif. Transporté de force dans une auberge à Dibden, Tracie, qui se décrit comme "une créature simple", dit qu'il a été contraint de rédiger des écrits, mais à quel effet il ne le sait pas. La femme de Tracie a suivi son mari et « obtenu sa grâce » . Tracie a gagné en appel devant la Court of Chancery.